# William B. Kean
Pour les articles homonymes, voir Kean.
William Benjamin Kean est un lieutenant général de l'United States Army.

### Articles
- (en) « 63 Army Officers move up in rank; 3 Named Lieutenant General, Eight Major General and 52 Brigadier General », New York Times,‎ 5 mai 1943 (lire en ligne, consulté le 23 janvier 2016)
- (en) « Gen. Keen Wins Gallantry Award », Los Angeles Times,‎ 9 octobre 1950 (lire en ligne, consulté le 23 janvier 2016)
- (en) « Gen. Kean Takes Over Post at Ft. MacArthur », Los Angeles Times,‎ 17 novembre 1951 (lire en ligne, consulté le 23 janvier 2016)
- (en) « Maj. Gen. Kean today becomes 5th Army chief », Chicago Daily Tribune,‎ 17 juillet 1952 (lire en ligne, consulté le 23 janvier 2016)
- (en) « William Kean », The Evening Independent,‎ 16 mars 1981 (lire en ligne, consulté le 23 janvier 2016)

### Ouvrages
- (en) Clay Blair, The forgotten war : America in Korea, 1950, Times Books, 1987, 1136 p. (ISBN 0-8129-1670-0, lire en ligne)
- (en) Stanley Sandler, The Korean War : An Encyclopedia, Taylor & Francis, 1995, 416 p. (ISBN 978-0-8240-4445-9 et 0824044452, lire en ligne)